# Levriero della steppa
Il levriero della Steppa (chiamato Hortaya Borzaya o Chortaj in russo) è un levriero che per millenni è stato impiegato dai nomadi della steppa eurasiatica per la caccia alla saiga, al cinghiale, al cervo, alla lepre, al lupo ed alla volpe. È un cane di grande taglia, snello ma molto robusto. Ne esistono cinque sottotipi che rappresentano varietà regionali della vasta area da cui proviene. È una razza canina non riconosciuta dalla FCI.

## Aspetto
Il pelo è corto e denso e si trova in vari colori o combinazioni di colore: bianco, nero, crema, fulvo, rosso, tigrato, nero focato, a macchie. Il tartufo del naso è nero, e gli occhi hanno sempre un perimetro di colore nero o comunque molto scuro. Gli occhi blu, o chiari sono considerati un grave difetto.  I maschi sono alti dai 65 ai 75 centimetri, e le femmine dai 61 ai 71 centimetri. Il peso varia dai 18 ai 35 kg.

## Caratteristiche
Quando caccia, il levriero della Steppa usa sia la vista che l'olfatto. La sua andatura tipica è un trotto fluido, ma quando insegue una preda si lancia in un rapidissimo galoppo facendo sbalzi che coprono molto terreno. A differenza di un greyhound, l'Hortaya non è un velocista limitato alle brevi distanze, e può inseguire la selvaggina fino a quattro chilometri prima di stancarsi. Dopo un breve riposo, il cane è pronto per un nuovo inseguimento.